# Château de Carel
Pour les articles homonymes, voir Carel.
Le château de Carel est une demeure du premier tiers du XVIIIe siècle qui se dresse sur le territoire de la commune française de Saint-Pierre-sur-Dives, dans le département du Calvados, en région Normandie. L'édifice est partiellement protégé aux monuments historiques.

## Localisation
Le château de Carel est situé en bordure de la Dives, au sud de la commune de Saint-Pierre-sur-Dives, sur le territoire de l'ancienne commune de Carel, dans le département français du Calvados.

## Historique

### Le vieux manoir
Le château de Carel a remplacé une construction plus ancienne protégée par des douves de 10 mètres de large dont il ne reste que des vestiges. Il devait former un carré avec une cour intérieure, ses murs plongeant dans les douves et la Dives. Ce manoir était sur le fief de Saint-Sulpice de Carel, sur la paroisse de Carel, puis commune de Carel rattachée à celle de Saint-Pierre-sur-Dives en 1835. Il est connu depuis 1468 avec Jehan de Hérouvel, héritier de demoiselle de Carel, 1469, Jehanne de Carel, veuve de Guillaume de Clercy, 1505, Nicolas de Carel, 1507, Jacquemyne Faouq, Dame de Carel, femme de François de Lesnérac, 1650, Jacques de Lesnérac, seigneur de Carel.[pas clair]
La revue "Normandie Illustrée mentionne en 1852 les origines anciennes de la seigneurie de Carel : « Carel, dont le grand et beau château s’élève majestueusement au bord de la Dive, et qui compte, à une époque reculée, entre ses seigneurs, un Richard, allié aux Tancrède de Hauteville, avec lesquels il contribua à la conquête des Deux-Siciles, où il reçut pour sa part la principauté de Capoue ». À ce jour aucun titre de propriété ou arbre généalogique ne permet encore de confirmer formellement cette information.

### Le château
Noël Le Jeune a acquis le fief de Carel de dame Magdeleine de La Haye, veuve de Jacques de Lesnerac, par contrat passé devant Jacques Aubin et Robert Gallet, tabellions royaux au siège de Saint-Pierre-sur-Dives le 27 avril 1646, devenant ainsi seigneur de Carel.
Au terme d'un acte reçu le 13 novembre 1670 par maîtres Laurent et Raymond notaires au Châtelet de Paris (Archives Nationales, Minutier central XC, 240) il revend le fief, « Terre et seigneurie de Carrel » pour 64 000 livres à Louis de Bailleul pour le compte de Jacques Charpentier, commissaire des guerres, époux de Marie Morisset. La description est succincte : un « manoir seigneurial où il y a plusieurs bâtiments et eddifices… fermés en partie de murailles, partey de fossez et de la rivière qui donne dans les dits fossés dudit manoir avec deux ponts-levis ». Toutefois, l'acte précise que le vendeur de 1670 était l'acquéreur de 1646.
Mais les créanciers de Noël Le Jeune font annuler la vente ; et par jugement du 20 août 1680 le parlement de Paris adjuge, conjointement et chacun pour moitié aux deux principaux créanciers, Georges de Motteville, premier Président de la chambre des comptes de Normandie et à Jean du Resnel, Maître des requêtes à Rouen.
En janvier 1719, Bruno Emmanuel de Motteville et Charles Gabriel du Resnel, fils des précédents, vendirent : d'une part, le 29, le fief de Carel à Cécile Adélaïde de Seneterre épouse de César, Louis de Rabodanges ; et, d'autre part, le 30, le domaine non fieffé de Carel à Charles Étienne Maynard, seigneur de la Vaupalière.
Le 14 septembre 1719, la comtesse de Rabodanges reprit les rotures à La Vaupalière. Mais Louis Bruno Emmanuel de Motteville, chevalier, conseiller du roi en ses conseils, président en sa cour et Parlement de Normandie, fils de Bruno de Mottevile et Marie du Resnel, sœur de Charles Gabriel intentèrent une action de retrait lignager qui conduisit le comte de Rabodange, devenu veuf entre-temps, à leur rétrocéder le domaine fieffé et les rotures de Carel pour un prix de 66 000 livres.
Le 7 mai 1724, ils délaissent le demi-fief de haubert à François Laillier et vendent les rotures et le domaine non fieffé pour 116 000 livres à Madeleine Jacob, veuve de Noël Laillier, Jean et Nicolas Laillier qui aménagent et mettent au goût du jour le château sur le modèle d'un château Louis XIII et Louis XIV, sur une île formée par des douves et la Dives.
On trouve des marchés de travaux de parquet en 1743, et de la rampe de l'escalier en 1746. L'aile gauche du château a été construite en 1753 par François Laillier pour en faire son cabinet de travail. Les communs sud sont construits à la même époque.
Pendant la Seconde Guerre mondiale le château est le siège d'un état-major allemand, et fut endommagé à la suite du souffle des bombes tombées à proximités, endommageant les toitures et brisant les vitres.

### Les propriétaires

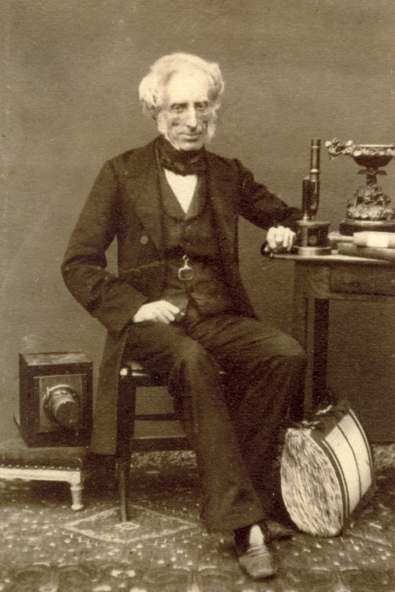
Louis Alphonse de Brébisson.

François Laillier est avocat au Parlement de Paris, procureur fiscal et lieutenant civil et criminel à Saint-Pierre-sur-Dives, fermier général de l'abbaye de Saint-Pierre-sur-Dives et chargé des affaires de l’épouse du maréchal de Montesquiou, née L'Hermitte de Hiéville qui réside dans son château du Robillard. Au décès de François Laillier en 1770, la terre de Carel est estimée à 320 000 livres. Nicolas Formage de Beauval, procureur du roi à Saint-Pierre-sur-Dives en hérite en 1783 après un long procès entre les héritiers. Le domaine passe à 127 hectares. Il meurt sans enfant et sa fortune se transmet par sa sœur au célèbre botaniste Louis Alphonse de Brébisson. Son fils vend le domaine à un marchand de biens en 1880. Il le détaille et vend le château au baron Brunet, officier de marine et aide de camp de Napoléon-Jérôme Bonaparte, cousin germain de l'empereur Napoléon III qui le fait restaurer. Le château est toujours dans la famille de ses descendants.

## Description
Le château de Carel, bâti au XVIIe siècle, fut remanié entre 1724 et 1753 par François et Jean Laillier. S'étant brouillé, ils firent murer les portes de communications entre leurs appartements respectifs. Le corps de logis avec deux ailes donnant sur la cour d'honneur avec des communs de chaque côté de l'avant-cour, une ferme et un colombier forment ainsi l'ensemble classique que nous connaissons aujourd'hui.
Le château, qui arbore de hautes fenêtres ainsi que des grands toits à la Mansart, a conservé ses douves. Son parc planté d'arbres lui confère un certain cachet.

## Protection
Au titre des monuments historiques :
- les façades et les toitures du château, les douves qui l'entourent, le jardin en avant de la cour d'entrée, le potager, le colombier et l'allée de grands arbres reliant le château à la route de Saint-Pierre-sur-Dives sont classés par arrêté du 20 juin 1950 ;
- les façades et les toitures des bâtiments de communs situés au nord et au sud de l'avenue, les façades et les toitures des bâtiments de la ferme, les latrines situées à l'angle sud-ouest du château, les piliers d'angle de la cour d'honneur, l'escalier intérieur du château et les trois cheminées à l'étage sont inscrits par arrêté du 5 décembre 2000.

### Site
La perspective du château est classée au titre de l’environnement (DREAL de basse Normandie) depuis 1967, de la ligne de crête à l'est jusqu'à l'ancien lit de la Dives à l'ouest. Deux doubles rangées de tilleuls forment une perspective grandiose accentuée par la longue pente qui descend jusqu'au château. La tempête du 26 décembre 1999 a détruit une centaine d'arbres remplacés par des plantations nouvelles en 2003 et 2005.
L'allée d'honneur gravillonnée conduit jusqu'au saut de loup (appelé ha-ha au XVIIIe siècle) que franchit un pont de pierre. Des murets ferment l'avant-cour où de chaque côté s'élèvent de beaux communs et un ancien colombier. Un petit pont de bois (ancien pont-levis) traverse les douves pour accéder à la cour d'honneur.

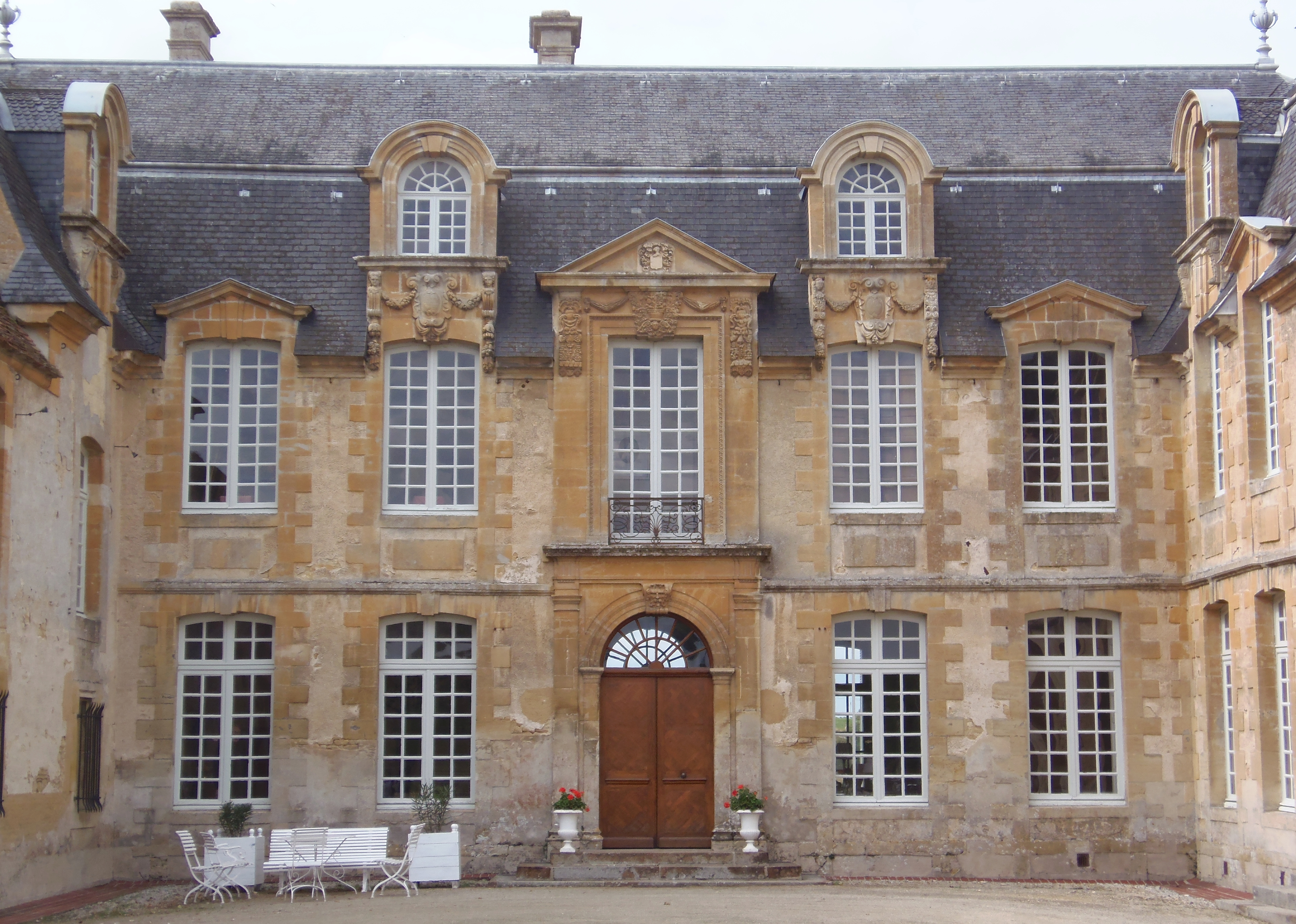
La façade principale.
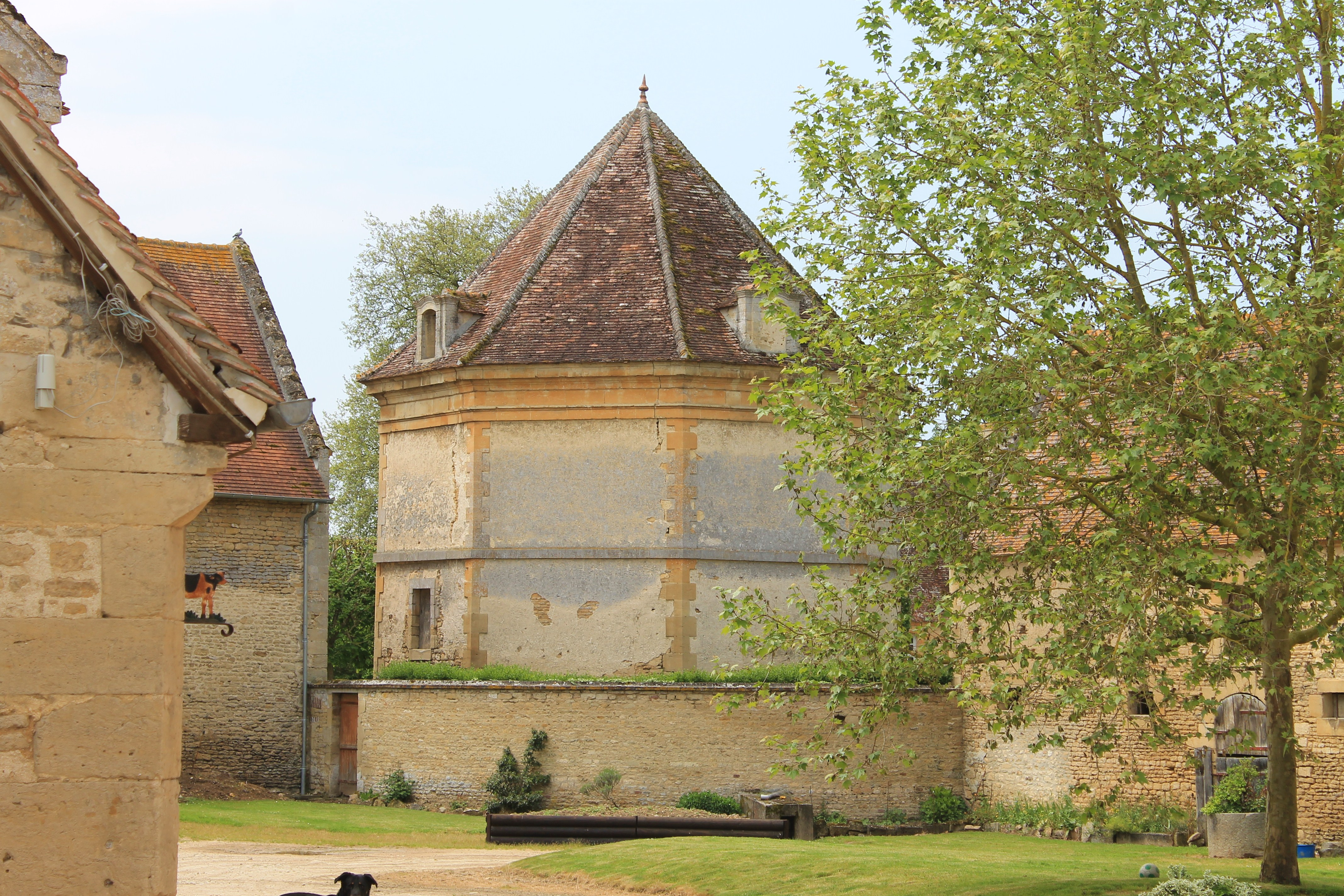
Le colombier.
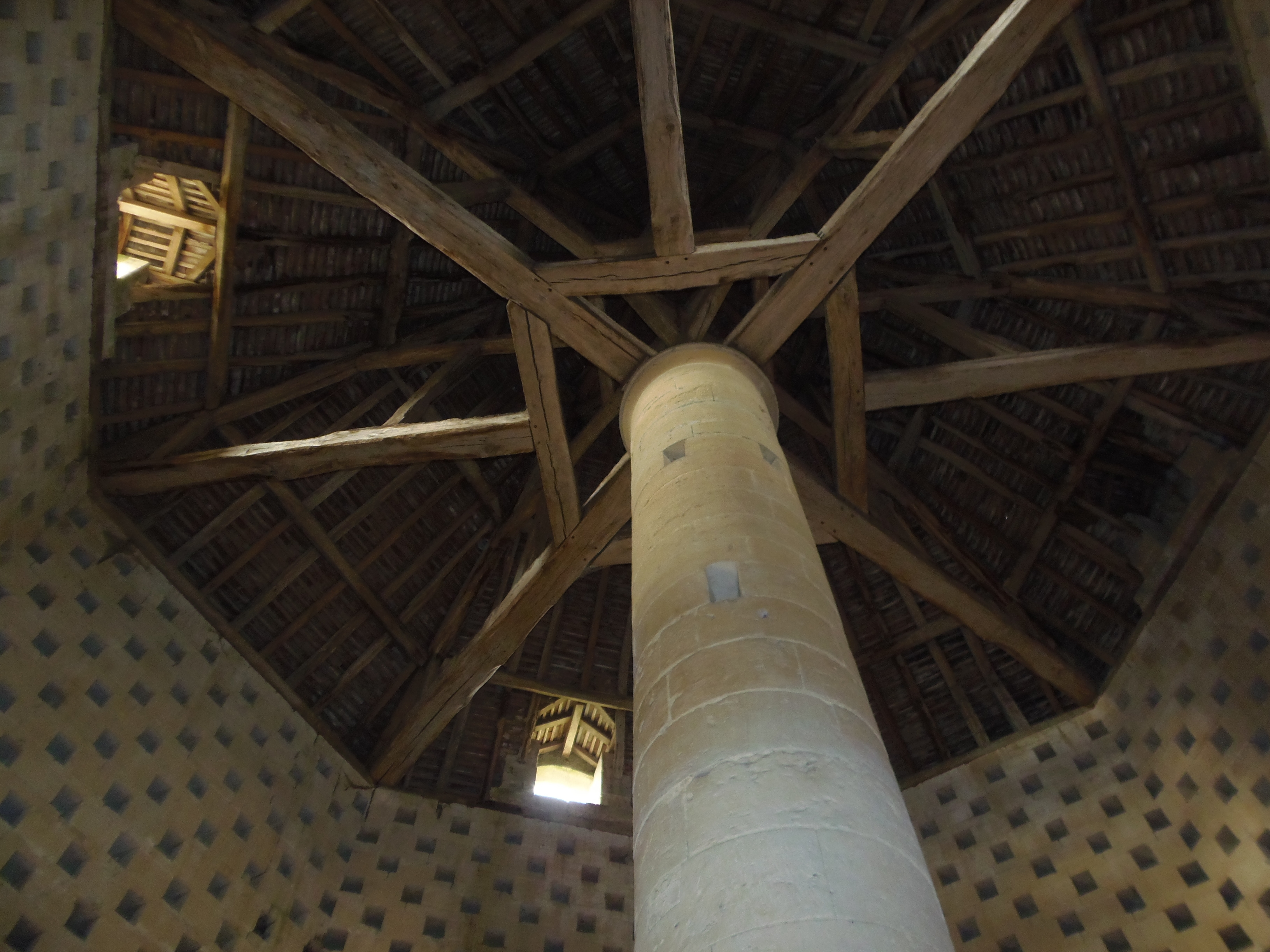
L'intérieur du colombier.

## Pour approfondir